# Don't Try This at Home (álbum de YoungBoy Never Broke Again)
Don't Try This at Home é o sexto álbum de estúdio do rapper americano YoungBoy Never Broke Again. Foi lançado em 21 de abril de 2023, pelas gravadoras Never Broke Again e Motown. O álbum conta com as participações de artistas convidados como Mariah the Scientist, Nicki Minaj, Post Malone e The Kid Laroi. Sua produção ficou a cargo dos dois engenheiros internos de YoungBoy, Jason "Cheese" Goldberg e Khris James, juntamente com Dom Beats, Kenoe, Wayv, Yetty, Fresh Ayr e Yo Benji. Este projeto marca o segundo álbum de YoungBoy com a Motown e seu segundo lançamento em 2023, sucedendo I Rest My Case, de janeiro.

## Lançamento e promoção
Don't Try This at Home foi primeiramente anunciado no final de 2022 através do programa Amp de YoungBoy, onde ele estava considerando os títulos de seu então quinto álbum de estúdio, I Rest My Case. Após o lançamento do álbum, em 1º de fevereiro de 2023, YoungBoy apareceu na capa da revista Billboard's Power 100. A aparição de YoungBoy na capa da revista foi acompanhada por uma entrevista da Billboard, na qual Meaghan Garvey observou que o álbum estava a caminho: "Ele já está preparando seu próximo álbum, que ele está chamando de Don't Try This at Home." Após a entrevista com a Billboard, em 16 de fevereiro de 2023, YoungBoy apareceu no aclamado podcast de hip-hop de Elliott Wilson e Brian "B.Dot" Miller, Rap Radar, no qual ele observou que retornaria ao seu eu original em Don't Try This at Home após as controversas declarações sobre I Rest My Case: "Ah, eu vou falar loucuras lá. Entendeu o que estou dizendo? Homem assassino. Mas estou avisando, não tente isso em casa." A existência do projeto foi oficialmente anunciada em 26 de fevereiro de 2023, através da conta do Instagram da gravadora Never Broke Again. Em 21 de março de 2023, YoungBoy anunciou o projeto através de seu novo Twitter, onde publicou a arte da capa, a data de lançamento e o número de faixas do projeto. No entanto, o álbum foi oficialmente anunciado em 22 de março de 2023, pela Motown Records, através de uma postagem no Instagram na qual revelaram a data de lançamento do álbum, exibindo uma arte de capa provisória.
A lista de faixas do álbum foi anunciada várias vezes para ser lançada em 20 de abril de 2023, apenas um dia antes do lançamento do álbum; no entanto, devido a circunstâncias imprevistas e várias mudanças de última hora na lista de faixas do álbum, ela foi lançada juntamente com o próprio álbum. No entanto, a tracklist esteve disponível antecipadamente tanto no Spotify quanto no Amazon Music, aumentando a expectativa em torno do projeto devido às aparições de vários trechos, como "Big Truck", "By Myself", "Spin & Ben'n", "War", "Grave Digga", "Off the Lean", e um dos trechos mais solicitados e altamente aguardados de YoungBoy que seu empresário Alex Junnier observou que "nunca seria lançado", a vigésima nona faixa do álbum, "Cemetery Lifestyle".

## Singles
Antes do lançamento do álbum, YoungBoy lançou vários singles que anunciavam o álbum em cada um de seus respectivos videoclipes, pois compartilhavam um tema digitado de forma semelhante: "Album: Don't Try This at Home". Isso foi visto pela primeira vez após o lançamento de "Next" em 27 de fevereiro de 2023. Apenas alguns dias depois, um tema semelhante foi mostrado no videoclipe de "Demon Party", lançado em 2 de março de 2023.
O primeiro single do álbum, "WTF", com a participação de Nicki Minaj, foi anunciado semanas antes de seu lançamento; foi oficialmente lançado em 7 de abril de 2023 e foi acompanhado por seu respectivo videoclipe. O segundo single do álbum, "Rear View", com Mariah the Scientist, foi lançado em 14 de abril de 2023, apenas uma semana antes do lançamento do álbum.

## Festa de Lançamento do Álbum
Em 11 de abril de 2023, foi anunciado que YoungBoy faria a primeira festa de lançamento de álbum de sua carreira para Don't Try This at Home em 20 de abril de 2023, apenas um dia antes do lançamento oficial do disco. A festa seria realizada no Elevate Lounge, no centro de Los Angeles. O evento, que custou aproximadamente US$ 200.000, foi supostamente patrocinado pelo Branson Cognac de 50 Cent e apresentado pelos DJs Carisma, DJ Vision e DJ Bad. Durante a festa de lançamento, haveria uma opção para os fãs participarem de uma rifa na qual teriam a chance de conversar com o rapper; as conversas ocorreriam via transmissão ao vivo, já que YoungBoy estava em prisão domiciliar na época.
Esperava-se que ele fizesse uma chamada de vídeo, e apesar de ter organizado e levado a festa adiante, relatos indicam que YoungBoy estava enfrentando dificuldades técnicas, o que o levou a não comparecer à sua própria festa. No entanto, uma fonte alegadamente disse ao TMZ que YoungBoy havia adormecido, o que aparentemente o fez perder sua própria festa de lançamento.

## Capa
A arte da capa oficial de Don't Try This at Home compartilha semelhança com a capa do quarto álbum de estúdio do rapper de Toronto, Views (2016) de Drake, que posiciona Drake no topo da CN Tower em sua cidade natal, Toronto, Ontário. Da mesma forma, YoungBoy é visto na parte inferior de um barco a vapor em frente à Horace Wilkinson Bridge em sua cidade natal, Baton Rouge, Louisiana. Ambas as capas também compartilham a mesma similaridade conceitual com a arte da capa alternativa de Recovery (2010) de Eminem, mostrando-o sentado em uma sala de estar transparente em forma de cubo retangular, com o Renaissance Center ao fundo, na cidade natal do rapper, Detroit, Michigan.
Em março de 2023, YoungBoy aludiu ao seu retorno a Baton Rouge após estar em prisão domiciliar em Salt Lake City, Utah, desde 2021. Referindo-se ao seu retorno à sua cidade natal, o nome do álbum pode ser visto como uma metáfora para não "tentar" e para que alguém não abuse da sorte com YoungBoy enquanto ele está em Baton Rouge, devido ao seu poder e influência na cidade marcada pela violência de gangues, onde YoungBoy enfrenta acusações federais de porte de arma de fogo.

## Recepção crítica
| Críticas profissionais | Críticas profissionais |
| Avaliações da crítica  | Avaliações da crítica  |
| Fonte                  | Avaliação              |
| ---------------------- | ---------------------- |
| Clash                  | 5/10                   |

Don't Try This at Home recebeu críticas mistas dos críticos de música. Robin Murray do Clash afirmou que "ninguém precisa ouvir um álbum de 33 faixas. Não nesta era, e nem — na verdade — em qualquer outra era"; no entanto, ele também declarou que o álbum apresenta seu "fluxo nítido", que ele "continua a entregar". Concluindo sua crítica, Murray observou que Don't Try This at Home é "uma abordagem dispersa que parece incapaz de se controlar" e que é "ao mesmo tempo servo e vítima da grandiosidade de YoungBoy Never Broke Again".
Dom Vigil do Prelude Press afirmou que Don't Try This at Home "encontra [YoungBoy] em pleno vapor, manejando magistralmente seu fluxo característico incomum, mergulhando e saindo de versos incisivos e melodias contagiantes." Escrevendo para o Shifter, Kevin Bourne afirmou que o álbum pode ser dividido em "hinos com piano, faixas melódicas ansiosas, hinos genéricos e músicas mais relaxadas", enquanto continuou a escrever que a maioria do álbum é composta por "acordes ameaçadores". Sua crítica concluiu ao escrever que "o mais recente de NBA Youngboy é decente, mas em termos de criatividade, falta profundidade e crescimento."

## Desempenho comercial
Don't Try This at Home estreou em quinto lugar na parada Billboard 200 dos EUA, conquistando 60.000 unidades equivalentes a álbum em sua primeira semana, incluindo 1.000 vendas puras de álbum. Este se tornou o 14º álbum de YoungBoy a figurar entre os dez primeiros na parada. Ele também estreou em primeiro lugar na parada Top R&B/Hip-Hop Albums da Billboard dos EUA, sendo o oitavo álbum de YoungBoy a alcançar o primeiro lugar nessa parada.

## Lista de faixas
| Lista de faixas de "Don't Try This at Home" |                                                  | |                                                              |         |  |
| N.º                                         | Título                                           | Compositor(es)                                                                                        | Produtor(es)                                                 | Duração |  |
| 1.                                          | "Big Truck"                                      | Kentrell Gaulden Jason Goldberg Angelo Callari Craig Scheuring Brian Wolf                             | Cheese Callari CraigShur BWolf                               | 2:44    |  |
| 2.                                          | "Mr Gaulden"                                     | Gaulden Daniel Lebrun Aaron Lenny Brandon Russell Michael Roberge                                     | Droc Lenny BJ Berge                                          | 3:11    |  |
| 3.                                          | "Take Down"                                      | Gaulden Goldberg Malik Bynoe-Fisher Leo Mateus                                                        | Cheese MalikOTB WassupBans                                   | 2:26    |  |
| 4.                                          | "By Myself"                                      | Gaulden KeiArahn Lewis Kyler Mathis Ezekiel Richards                                                  | K10 Beatz Ponco Silk Beats                                   | 3:11    |  |
| 5.                                          | "Out Nothing"                                    | Gaulden Lebrun Jeppe Jacobsen Myeong Geun Song                                                        | Droc Jacobsen Skolo Beatz                                    | 2:28    |  |
| 6.                                          | "Bangin My Line"                                 | Gaulden Goldberg Mathis Seth Love Nicky Thysavathdy                                                   | Cheese K10 Beatz Slickk Skeeo                                | 1:59    |  |
| 7.                                          | "Rear View" (com Mariah the Scientist)           | Gaulden Mariah Buckles Josh Joseph Samuel Thanni Kendrell Mattox                                      | Khris James XO DrellOnTheTrack                               | 2:30    |  |
| 8.                                          | "Hustle"                                         | Gaulden Lebrun Egor Chupin William Dawodu Josehph Nguyen                                              | Droc 1znayshi Euphoric Wireshark                             | 2:20    |  |
| 9.                                          | "Morning"                                        | Gaulden Lebrun Luis Ortiz Traevon Walker                                                              | Droc G13 Xclusive                                            | 1:59    |  |
| 10.                                         | "Homicide Pt. 2"                                 | Gaulden Goldberg Scheuring Leor Shavah Matthew McQueen                                                | Cheese CraigShur Leor Smokescreen                            | 1:49    |  |
| 11.                                         | "Cold Killers"                                   | Gaulden Goldberg William Ramos Brian Stewart, Jr.                                                     | Cheese Ayepeewee Bboybeatz                                   | 2:36    |  |
| 12.                                         | "WTF" (com Nicki Minaj)                          | Gaulden Onika Maraj-Petty Adam Smith Lebrun Maurice Jordan Aaron Ho Aiden Yetman Benjamin Ibrahimovic | Dom Wise Droc Kenoe Wayv Yetty Yo Benji                      | 2:40    |  |
| 13.                                         | "Choppa Docter"                                  | Gaulden Goldberg Jordan Jonathan Priester Shubhjit Balam Anton Ingvarsson James Therrien              | Cheese Kenoe Supah Mario JTBeatz We Love Heavy Horridrunitup | 2:46    |  |
| 14.                                         | "Trust Issues"                                   | Gaulden Jeremy Bradley Timothy Link                                                                   | Timmydahitman Jbsaucedup                                     | 2:55    |  |
| 15.                                         | "Run the Hood"                                   | Gaulden Kayshaun Mclean Christopher Trejo                                                             | K4ProducedIt Mercy Beatz                                     | 2:24    |  |
| 16.                                         | "No Rubber"                                      | Gaulden Lebrun                                                                                        | Droc Sauceboy Skeeo TMU3x                                    | 2:41    |  |
| 17.                                         | "Loaded Now"                                     | Gaulden Goldberg Mattox Trejo                                                                         | Cheese DrellOnTheTrack Mercy Beatz                           | 1:57    |  |
| 18.                                         | "Got One"                                        | Gaulden Goldberg Jordan Love                                                                          | Cheese Kenoe Skeeo                                           | 2:37    |  |
| 19.                                         | "Spin&Ben'n"                                     | Gaulden Lebrun Thanni Sterling Reynolds Will Boyette Gineau Johan                                     | Droc Khris James XO Londnblue Loso Lucent Timmydahitman      | 2:33    |  |
| 20.                                         | "1.5"                                            | Gaulden Goldberg McQueen Simone Di Franco Felix Govaerts                                              | Cheese Smokescreen FlexOnDaTrack Simo Fre                    | 2:43    |  |
| 21.                                         | "War"                                            | Gaulden Jordan Yetman Gene Hixon James Jarvis                                                         | Al Geno James Acoustic Yetty                                 | 2:47    |  |
| 22.                                         | "Grave Digga"                                    | Gaulden Lebrun Hill Roberge                                                                           | Droc Lastwordbeats Berge                                     | 2:46    |  |
| 23.                                         | "Off the Lean"                                   | Gaulden                                                                                               | Str8cash TNTXD Yakree                                        | 3:24    |  |
| 24.                                         | "What You Say" (com Post Malone e The Kid Laroi) | Gaulden Austin Post Charlton Howard Jeff Robinson Goldberg Simon Walbrook                             | Fresh Ayr Cheese OzzySynthMaster                             | 4:03    |  |
| 25.                                         | "No Lease"                                       | Gaulden                                                                                               | Jay LV MalikOTB WassupBans XO                                | 1:45    |  |
| 26.                                         | "Slimeto"                                        | Gaulden                                                                                               | 27 Heavy Cheese K10 Beatz Medusa Beats                       | 2:31    |  |
| 27.                                         | "Another Dead"                                   | Gaulden Thanni Jordan Love                                                                            | Kenoe Skeeo Khris James XO                                   | 2:18    |  |
| 28.                                         | "Pistol Totting"                                 | Gaulden Lebrun Thanni Ibrahimovic David Blom Jordan Eden                                              | Droc Khris James XO Yo Benji Blom Tfisdon                    | 2:27    |  |
| 29.                                         | "Cemetery Lifestyle"                             | Gaulden Cameron Hubler Deondre Davis Aaron Lockhart, Jr. Dennis Neal Braxton Troxel                   | Uncle Cameron Dre Musiq Dubba-Aa Louie Bandz Braxton         | 2:14    |  |
| 30.                                         | "Don't Leave"                                    | Gaulden Goldberg Reynolds Thomas Horton David McDowell                                                | Cheese Londnblue TNTXD Dmac                                  | 2:35    |  |
| 31.                                         | "Head Shot"                                      | Gaulden Goldberg Jordan Mclean India Williams                                                         | Cheese Kenoe Indiagotthembeatz K4                            | 2:28    |  |
| 32.                                         | "I Is That"                                      | Gaulden Bradley Horton Josh Joseph                                                                    | Cheese TNTXD Jbsaucedup MarsGawd                             | 3:12    |  |
| 33.                                         | "Like Madden"                                    | Gaulden Goldberg Dexter Randall Lucas DiFabbio                                                        | Cheese Dex Dunkrock                                          | 2:28    |  |
| Duração total:                              | Duração total:                                   | Duração total:                                                                                        | Duração total:                                               | 85:27   |  |

## Créditos
Créditos adaptados do Tidal.
Músicos
- YoungBoy Never Broke Again – vocais de rap
- Mariah the Scientist – vocais (faixa 7)
- Nicki Minaj – vocais de rap (faixa 12)
- Post Malone – vocais de rap (faixa 24)
- The Kid Laroi – vocais de rap (faixa 24)

Técnicos
- YoungBoy Never Broke Again – gravação
- Samuel "Khris James XO" Thanni – gravação (faixas 1, 7, 10, 12, 19, 20, 22, 23, 26)
- Jason "Cheese" Goldberg – masterização, mixagem, engenharia de som
- Chris Athens – masterização (faixa 12)
- Aubry "Big Juice" Delaine – engenharia de som (faixa 12)

## Paradas
| Paradas (2023)                          | Posição de pico |
| --------------------------------------- | --------------- |
| Canadá (Billboard)                      | 92              |
| Estados Unidos (Billboard 200)          | 5               |
| Estados Unidos (Top R&B/Hip Hop Albums) | 1               |

| Paradas (2023)                        | Posição |
| ------------------------------------- | ------- |
| US Top R&B/Hip-Hop Albums (Billboard) | 70      |